# Magala Ronnie
Magala Ronnie (Budapest, 1978. május 28. –) magyar-ugandai zeneszerző.

## Élete
Zenei tanulmányait (zongora) 1988-ban kezdte el. 1993-tól zeneszerzés-tanulmányokat folytatott a Weiner Leó Zeneiskola és Zeneművészeti Szakközépiskolában Hajdu Lórántnál, majd néhány évig zeneiskolai korrepetitorként dolgozott. 2001-től 2008-ig Orbán György zeneszerzés osztályának tagja a Liszt Ferenc Zeneművészeti Egyetemen.
2005 óta a  Con Spirito Közhasznú Zeneművészeti Egyesület, 2007 novemberétől máig a több művészeti ág művelőit magába foglaló AMT (Alkotó Muzsikusok Társasága), 2009 őszétől az azóta megszűnt S.Z.I.M.N.I.A. tagja.
2021 óta zongoraművészként is szerepel a Csepregi György ötlete nyomán létrejött K&K – Kortársak és klasszikusok hangversenysorozat alkalmain, így többek között olyan szerzők műveinek előadójává vált, mint Johann Sebastian Bach, Wolfgang Amadeus Mozart vagy Franz Schubert.

## Művei
- Két Rilke-dal (baritonra és zongorára)
Herbsttag (Őszi nap) 
Schlußstück (Záródarab)
- Random 2004 (zongorára és két elektromos billentyűs hangszerre vagy hangfelvételre)
- Három elektroakusztikus darab
I. 1st electroacoustic piece
II. 2nd electroacoustic piece
III. 3rd electroacoustic piece
- Három zongoradarab 
I. Az első jelek
II. A mennyei Jeruzsálem születése
III. Örökkön-örökké
- Transz-játék (fúvósötösre)
- „Vom Himmel hoch…” (fuvolára, hegedűre és zongorára)
- Prometheus – Rónay György versének feldolgozása (baritonra, vonósnégyesre és zongorára)
- Misterioso ed agitato (szimfonikus zenekarra)
- Andante ostinato (orgonára vagy zongorára)
- Négy lírai zongoradarab (zongorára)
- Őszi prelűd (zongorára)
- Unmusikalisches Opfer (gyűjtemény fuvolára és zongorára)
- Fémesen, tűnődve (zongorára)
- John Cage álma – noktürn (zongorára)
- Moderato (fúvósötösre)
- Without Narration (zongorára)
- Őszi ima (orgonára vagy szintetizátorra)
- Mennyei virágok (orgonára vagy zongorára)
- Három noktürn (zongorára)
- Andante luttuoso – Gallai Attila emlékére (fúvósötösre vagy zongorára)
- Pater noster (énekhangra, orgonára, vagy zongorára)
- Hommage à Sz. L. (gordonkára)